# Dinslaken Kobras
Der Dinslakener EC 2009 "Kobras" ist ein Eishockeyverein aus Dinslaken, dessen erste Mannschaft in der Regionalliga West spielt.

## Geschichte

### Dinslakener EC
Die Geschichte des Eishockeysports in Dinslaken begann bereits im Jahre 1982, als der Eishockeyclub Dinslaken gegründet wurde. Der Verein startete zunächst in der Landesliga Nordrhein-Westfalen. 1984 stieg er in die Regionalliga auf und marschierte in der ersten Saison in die Oberliga-Nord durch. Nach einem zweiten Platz in der Hauptrunde, belegte das Team in der anschließenden Qualifikation zur Oberliga-Nord den ersten Platz. Eine Spielzeit später platzierte sich das Team überraschend auf dem dritten Rang, punktgleich mit dem Hamburger SV. Damit spielte die Mannschaft erstmals um den Aufstieg in die 2. Liga Nord. In der Qualifikation zur 2. Liga Nord landete der Klub auf dem sechsten und damit vorletzten Rang. In den nächsten vier Jahren spielten die Dinslakener in der Oberliga. Vor der Saison 1990/91 stellte der Verein dann den Spielbetrieb ein.

### Dinslakener EC 1990
Kurz darauf wurde ein Nachfolgeverein gegründet, der den Namen Dinslakener EC 1990 innehatte. Der Klub spielte überwiegend in der Regionalliga Nord und musste neun Jahre nach seiner Gründung erneut den Spielbetrieb einstellen.

### Dinslakener EV
Im Sommer 1999 nahm der Dinslakener EV den Spielbetrieb auf. Der neu gegründete Klub durfte auf Grund der neuen Ligeneinteilung des LEV NRW sofort in der höchsten deutschen Amateurklasse, der viertklassigen Regionalliga NRW, starten. Dort belegte man nach der Hauptrunde den zehnten Platz. Eine Spielzeit platzierte sich der DEV auf dem siebten Rang und konnte sich somit im Vergleich zur Vorsaison verbessern. Den Klassenerhalt erreichte man in der anschließenden Relegation, in der der dritte Platz erreicht wurde. Die Spielzeit 2001/02 war die letzte des drei Jahre zuvor gegründeten Vereins. Während der laufenden Saison stellten die Verantwortlichen den Spielbetrieb ein.

### EC Dinslaken Kobras
Anschließend wurde der EC Dinslaken Kobras gegründet. Der Klub musste nach seiner Gründung zunächst in der fünftklassigen Landesliga NRW starten. Der Aufstieg in die Verbandsliga gelang erst in der zweiten Saison des Klubs. Die Spielzeit 2004/05 sollte eine der positivsten in der jüngsten Dinslakener Eishockeygeschichte werden. Nach einem sechsten Platz in der Hauptrunde, erreichte das Team die Pokalrunde und verpasste damit den Aufstieg. Dennoch durfte man in die Regionalliga-NRW nachrücken und kehrte damit im Jahre 2005 erstmals seit drei Jahren in die höchste deutsche Amateurklasse zurück. Die erste Saison in der neuen Liga verlief weitaus schwieriger als erwartet. So konnte das Ziel Klassenerhalt mit einem fünften Platz im Regionalliga-Pokal knapp erreicht werden. Die Spielzeit 2007/08 war die erfolgreichste des EC Dinslaken Kobras. Nach der Hauptrunde rangierten die Kobras auf dem zweiten Platz hinter dem EHC Dortmund. In der anschließenden Aufstiegsrunde erreichte der Klub den fünften Platz und verpasst mit nur einem Punkt Rückstand auf den vierten Rang das Play-off-Halbfinale. Während der Saison 2008/09 gab es erneut finanzielle Probleme bei den Dinslakener Kobras. Daraufhin wurden im Sommer 2009 mehrere Leistungsträger abgegeben und der Mannschaftskader stark verjüngt. Trotzdem konnte die Insolvenz nicht verhindert werden, Ende November stellte der Verein einen Insolvenzantrag.

### Dinslakener EC 2009 Kobras
Gleichzeitig wurde der Nachfolgeverein Dinslakener EC 2009 Kobras gegründet, welcher auch den laufenden Spielbetrieb in der Regionalliga West übernahm. Nach der Saison zog man sich in die NRW-Liga zurück. Seit der Saison 2011/12 spielt man in der Regionalliga West, die seit der Spielzeit 2015/16 den Namen 1. Liga West trägt. Seit 2010 besteht eine Kooperation der DEC Kobras mit dem Nachwuchsverein ERV Dinslakener Kobras.

## Platzierungen
| Saison                | Liga                | Spielklasse         | Platz                    | Post Season               | Ergebnis                 |
| Dinslakener EC 1990   | Dinslakener EC 1990 | Dinslakener EC 1990 | Dinslakener EC 1990      | Dinslakener EC 1990       | Dinslakener EC 1990      |
| --------------------- | ------------------- | ------------------- | ------------------------ | ------------------------- | ------------------------ |
| 1982/83               | LL NRW              |                     |                          |                           |                          |
| 1983/84               | NRW-Liga            | V                   |                          |                           |                          |
| 1984/85               | RL West             | IV                  | 2.                       | Relegation zur OL         | 1. Gr.2                  |
| 1985/86               | OL Nord             | III                 | 3.                       | Relegation zur 2.BL       | 6. Gr.B                  |
| 1986/87               | OL Nord             | III                 | 2.                       | Relegation zur 2.BL       | 9.                       |
| 1987/88               | OL Nord             | III                 | 5.                       | Relegation zur 2.BL       | 8.                       |
| 1988/89               | OL Nord             | III                 | 3.                       | Relegation zur 2.BL       | 7.                       |
| 1989/90               | OL Nord             | III                 | 4.                       | Relegation zur 2.BL       | 5.                       |
| Dinslakener EC 1990   |                     |                     |                          |                           |                          |
| 1990/91               | LL NRW              | VI                  | 3.                       | Relegation zur NRW-Liga   | 3.                       |
| 1991/92               | NRW-Liga            | V                   | 5.                       | Relegation zur NRW-Liga   | 1. Gr.2                  |
| 1992/93               | RL Nord             | IV                  | 9.                       | Relegation zur RL         | 4.                       |
| 1993/94               | RL Nord             | IV                  | 11.                      | Relegation zur RL         | 2.                       |
| 1994/95               | NRW-Liga            | V                   |                          |                           |                          |
| 1995/96               | NRW-Liga            | V                   |                          | Qualifikation zur 2. Liga | 9.                       |
| 1996/97               | NRW-Liga            | V                   |                          |                           |                          |
| 1997/98               |                     |                     |                          |                           |                          |
| 1998/99               |                     |                     |                          |                           |                          |
| Dinslakener EV        |                     |                     |                          |                           |                          |
| 1999/2000             | RL NRW              | IV                  | 10.                      | Platzierungsrunde         | 9.                       |
| 2000/01               | RL NRW              | IV                  | 7.                       | Platzierungsrunde         | 3.                       |
| 2001/02               | RL NRW              | IV                  | Spielbetrieb eingestellt | Spielbetrieb eingestellt  | Spielbetrieb eingestellt |
| EC Dinslaken Kobras   |                     |                     |                          |                           |                          |
| 2002/03               | LL West             | VI                  | 10.                      | Relegation zur VL         | 2.                       |
| 2003/04               | LL West             | VI                  | 6.                       | Relegation zur VL         | 2.                       |
| 2004/05               | VL West             | V                   | 6.                       | Relegation zur VL         | 1.                       |
| 2005/06               | RL NRW              | IV                  | 8.                       | Relegation zur RL         | 5.                       |
| 2006/07               | RL West             | IV                  | 3.                       | Aufstieg zur OL           | 7.                       |
| 2007/08               | RL NRW              | IV                  | 2.                       | Aufstieg zur OL           | 5.                       |
| 2008/09               | RL NRW              | IV                  | 4.                       | Aufstieg zur OL           | 6.                       |
| 2008/09               | RL West             | IV                  | 8.                       | Meisterrunde West/Südwest | 9.                       |
| Dinslakener EC Kobras |                     |                     |                          |                           |                          |
| 2009/10               | RL West             | IV                  | 8.                       | Finalrunde                | 9.                       |
| 2010/11               | NRW-Liga            | V                   | 3.                       | Play-offs                 | Halbfinale               |
| 2011/12               | RL West             | IV                  | 5.                       | Relegation zur RL         | 2.                       |
| 2012/13               | RL West             | IV                  | 3.                       | Relegation zur OL         | 7.                       |
| 2013/14               | RL West             | IV                  | 6.                       | Platzierungsrunde         | 2./Halbfinale            |
| 2014/15               | RL West             | IV                  | 4.                       | Play-offs                 | 3.                       |
| 2015/16               | 1. Liga West        | IV                  | 5.                       | Meisterrunde              | 5.                       |
| 2016/17               | RL West             | IV                  | 7./8.                    | Play-offs                 | Viertelfinale            |
| 2017/18               | RL West             | IV                  | 6.                       | Play-offs                 | Viertelfinale            |
| 2018/19               | RL West             | IV                  | 6.                       | Play-offs                 | Viertelfinale            |
| 2019/20               | RL West             | IV                  | 5.                       | Pre–Playoffs              | 5.                       |
| 2020/21               | RL West             | IV                  |                          |                           |                          |

Fehlende Daten sind nicht bekannt.

## Spielort
Ihre Heimspiele tragen die Mannschaften der Dinslaken Kobras in der Eissporthalle Dinslaken aus. Die Halle bietet Platz für ca. 2.500 Zuschauer.